# Prata Sannita

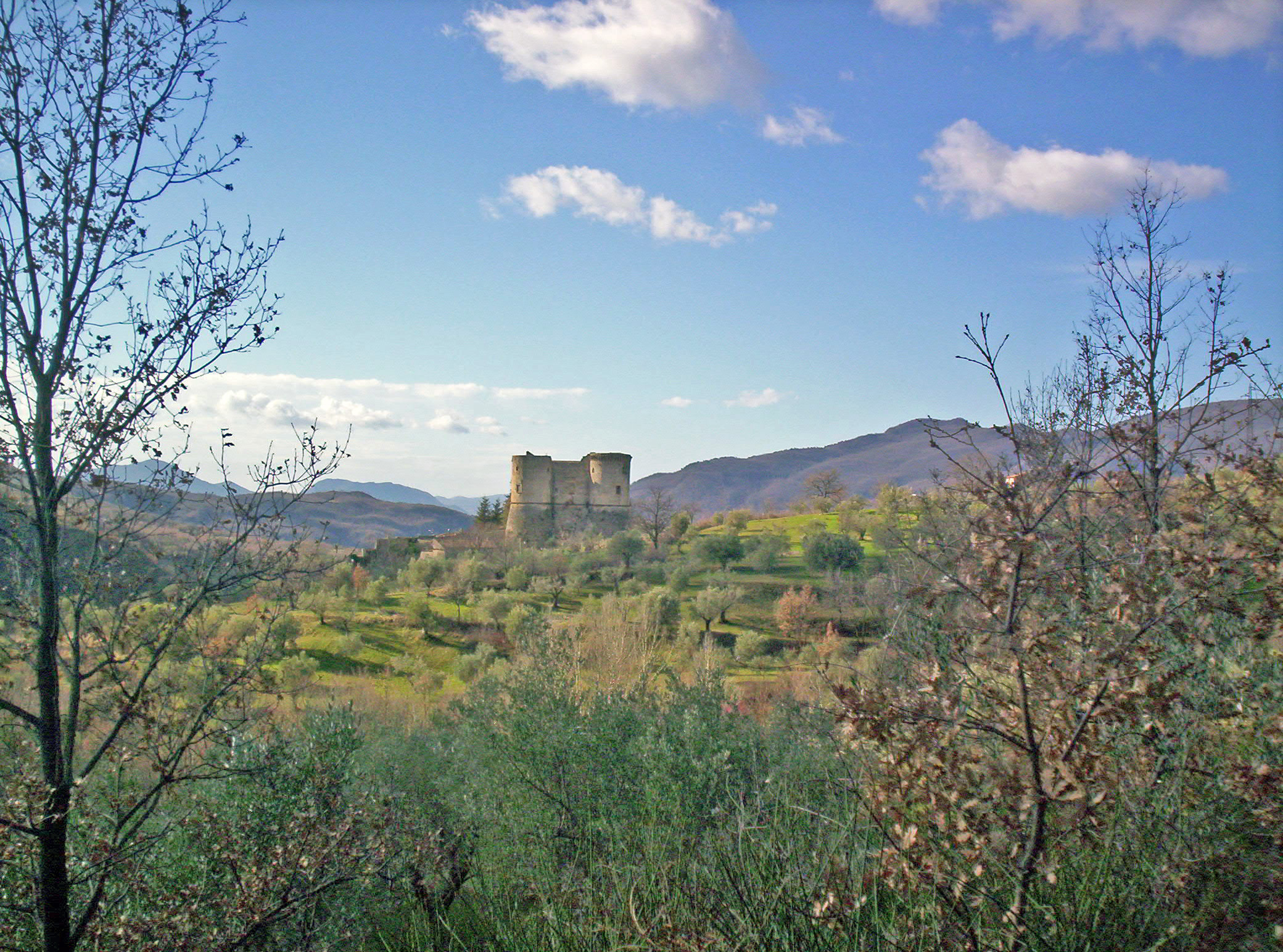
Die Burg von Prata Sannita

Prata Sannita ist eine italienische Gemeinde (comune) mit 1332 Einwohnern (Stand 31. Dezember 2024) in der Provinz Caserta in Kampanien. Sie ist Bestandteil der Comunità Montana del Matese. Die Gemeinde liegt etwa 41 Kilometer nordnordwestlich von Caserta.

## Verkehr
Durch die Gemeinde führt die Strada Statale 158 della Valle del Volturno von Alfedena nach Caiazzo.